# Pullovers
Pullovers é uma banda brasileira de rock formada no ano de 1999, em São Paulo.
Inicialmente, a banda produzia apenas músicas em inglês, com um estilo influenciado pelo rock alternativo. Já em 2009, a banda lançou o primeiro álbum totalmente em português, "Tudo que eu sempre sonhei", um trabalho antológico para o rock alternativo brasileiro. 
A banda ganhou notoriedade nacional, após emplacar a música "O amor verdadeiro não tem vista para o mar" na trilha sonora da telenovela Além do Horizonte.
A banda retornou ás atividades no ano 2023, com um perfil no Instagram, a banda voltou a ativa junto de três singles, chamados "Não Se Mate", "Antideprê" e "Trabalhar na MTV"
No ano de 2024, a banda anunciou um novo álbum, "Vida Vale a Pena?", que foi lançado no dia 7 de novembro. 

## Discografia

### Álbuns de estúdio
- (2000) Pullovers Can't Play Covers
- (2002) Riding Lessons
- (2005) Carniça
- (2009) Tudo Que Eu Sempre Sonhei
- (2024) Vida Vale a Pena?